# 葛城市歌「緑の風」
葛城市歌「緑の風」（かつらぎしか みどりのかぜ）は、日本の奈良県葛城市が制定した市歌である。作詞は北川康宏、作曲はキダ・タロー。
本記事では、合併前の北葛城郡新庄町と當麻町がそれぞれ制定していた町歌についても解説する。

## 解説
2004年（平成16年）10月1日に北葛城郡新庄町と當麻町が合併して成立した葛城市の市歌である。新庄町・當麻町合併協議会において「市章、市旗、市民憲章、市歌、市木、市花及び表彰規定については、新市において新たに定める」と取り決められたことを受け、合併後直ちに新市歌の歌詞を懸賞募集した。入選者の北川康宏は他に岩手県の「一関市民歌」（2代目）や山形県の「寒河江市民歌」、松山大学学歌などの入選・採用歴がある。作曲者のキダ・タローは旧新庄町が制定していた町民音頭「新庄音頭」も手掛けていた縁があり、奈良県内では葛城市の他に「広陵町町歌」「山添村村歌」を作曲している。
葛城市役所では市歌の演奏機会について「市で開催する式典（各種大会、市民体育祭（マーチバージョン）、成人式等）で使用される」とする。

## 旧町歌
以下は合併前の新庄町と當麻町が制定していた町歌である。2曲いずれも廃止されており、市の公式サイト上では旧2町の町民音頭のみの紹介となっている。

### 當麻町町歌
- 作詞：南英市 作曲：川澄健一

### 新庄町町歌
- 作詞：前川佐美雄[6] 作曲：平井康三郎

1975年（昭和50年）制定。別名「大和新庄町歌」とも呼ばれていた。